# الوردية (الحسكة)
الوردية قرية سورية تتبع إداريا لناحية بئر الحلو الوردية في منطقة مركز الحسكة بمحافظة الحسكة، شمال شرق سورية. تقع القرية على بُعد 2 كلم شمال غرب بلدة بئر الحلو الوردية .
وهي قرية زراعية تنتج محاصيل القمح والشعير والقطن ، وتربي الأغنام والخيول العربية الأصيلة. 